# 大生汽船
大生汽船株式会社（たいせいきせん）は、岡山県備前市に本社を置く日本の海運会社。

## 概要
本州側は、備前市日生町の日生港及び日生駅前埠頭より日生諸島の鴻島、頭島、大多府島の各島へ旅客、フェリーの運航を行っている。通常6.5往復の旅客船が運航されている。 フェリーはチャーター便のみである。
2015年（平成27年）4月に備前♡日生大橋が完成したことにより最も人口の多い頭島が本土と陸続きとなり乗客が激減、鹿久居島への寄港を廃止するとともに備前市より小型旅客船「のりなはーれ」を無償貸与される経営維持策が行われている。 
海上タクシーは、同じく日生諸島各島への運航であるほか、約1時間島めぐりコースも行っている。フェリーは不定期での運航で予約制（運航時間は午前8時から日没まで）で、みしま丸が運航。
子会社として「みしま海運」があり、貸切船やフェリーの運航を移管している。同社は大多府島の宿泊施設「かぜまち」の指定管理者となっている。

## 航路

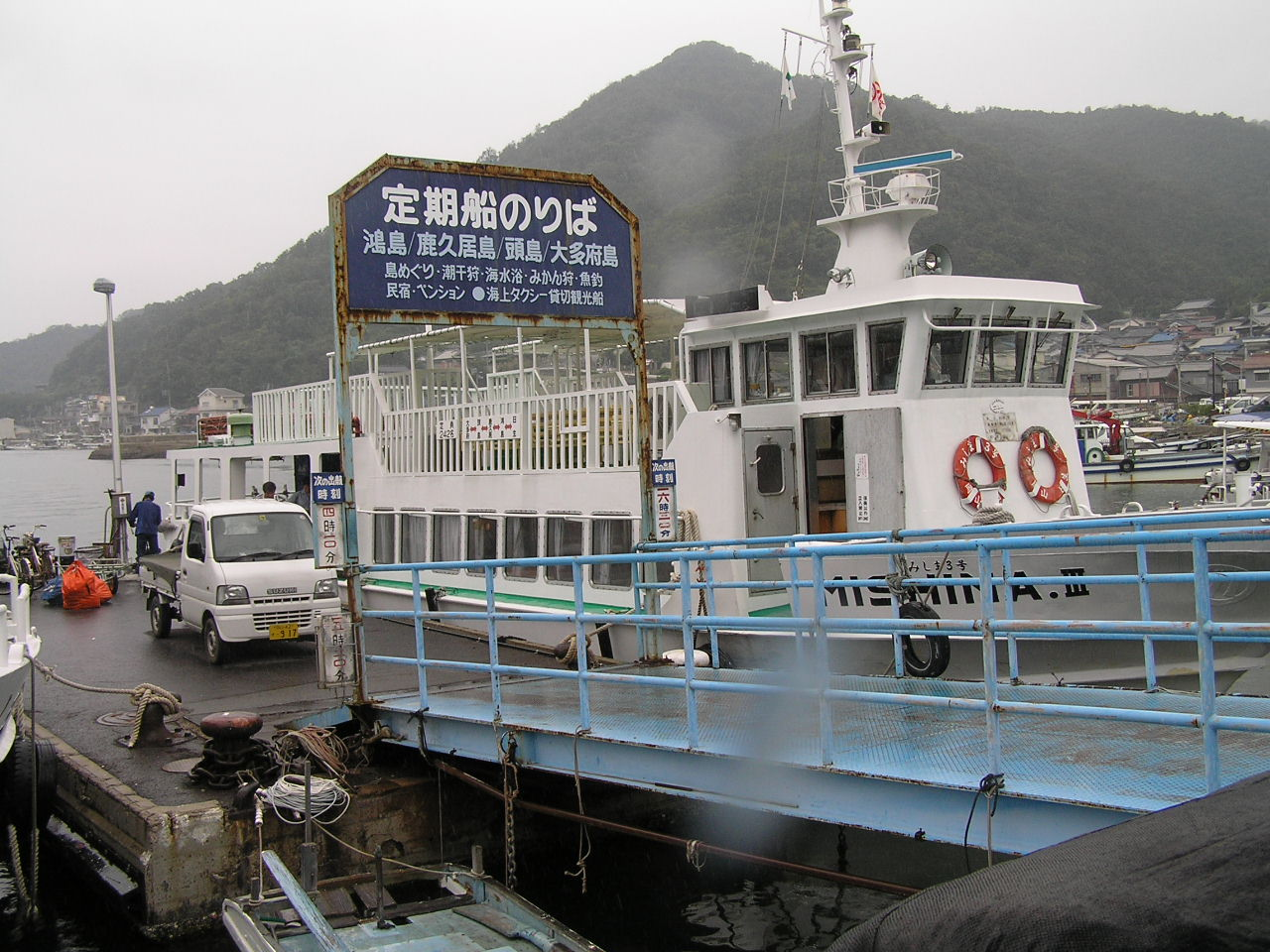
日生港とMISHIMA.Ⅲ

1960年代には大部(小豆島)への航路もあったが、2023年現在は日生と日生諸島間に専従している。
- 日生 - 日生駅前 - 鴻島 - 大多府島 - 頭島
日生 - 大多府島間 6.5往復
うち日生駅前は1.5往復のみ寄港、鴻島は5往復、頭島へは4往復が寄港。
架橋以前は日生 - 鴻島または鹿久居島 - 頭島 - 大多府島の寄港順であった[3]。

## 船舶

### 運用中の船舶
- のりなはーれ ※備前市より無償貸与

2017年3月竣工、ツネイシクラフト&ファシリティーズ建造。18総トン、全長17.5m、幅4.1m、最大速力15ノット、旅客定員45名。
- みしま3号[4]

1985年6月竣工、旭造船建造。42総トン、登録長22.01m、型幅5.60m、型深さ2.00m、機関出力280PS、航海速力10ノット、旅客定員239名。
現在は「のりなはーれ」のドック時予備船兼日生港での待合所となっている。
- みしま8号

2015年就航(買船)、14総トン、機関出力210PS×2、航海速力15ノット、旅客定員24名。元せと観光ボート「せとゆき」。
- フェリーみしま（フェリー）[5]

1989年竣工、19総トン、機関出力320PS、航海速力8ノット、乗用車7台。
- みしま丸（2代・フェリー）[5]

1999年竣工、19総トン、機関出力450PS、航海速力8ノット、乗用車7台。

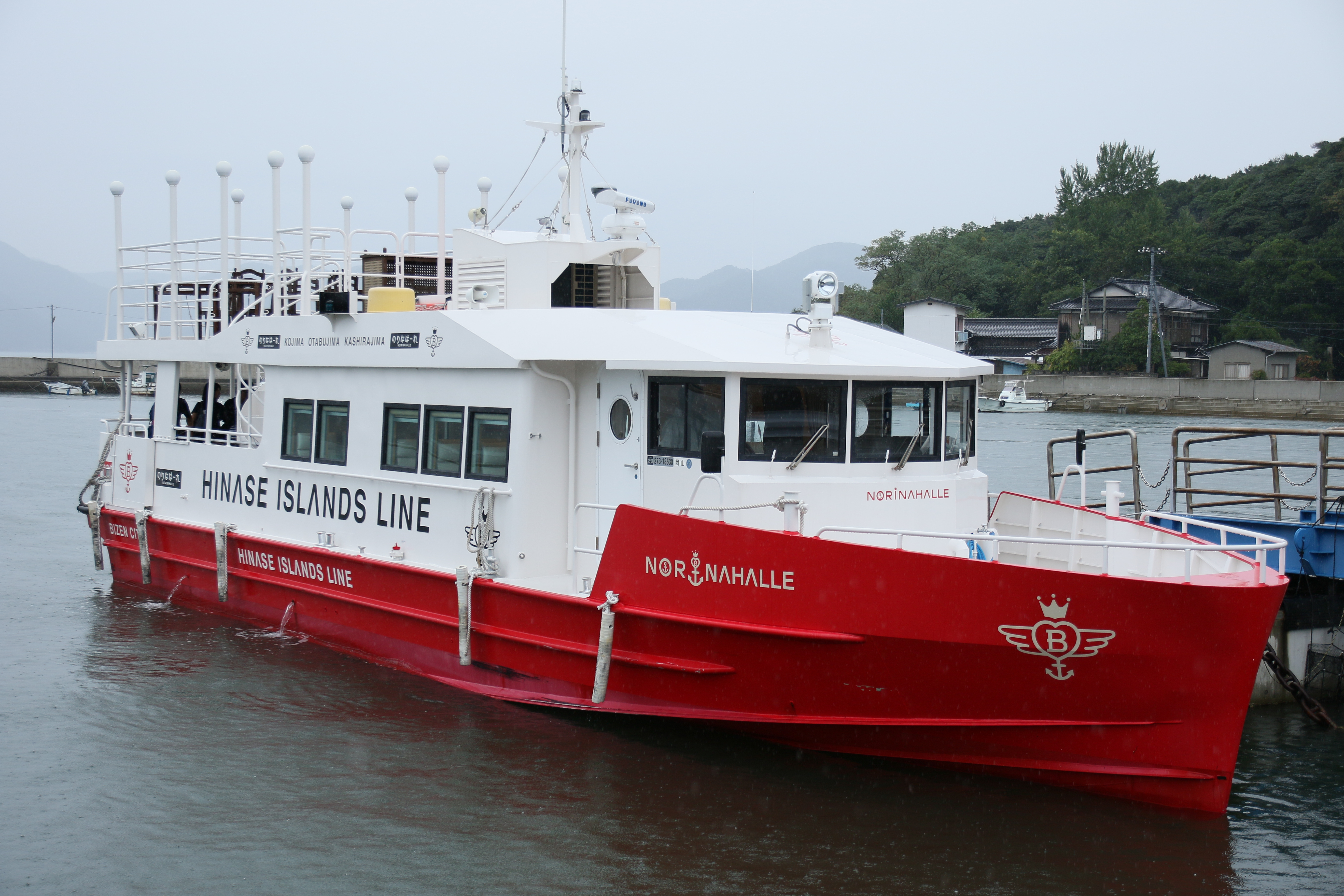
NORINAHALLE（のりなはーれ）
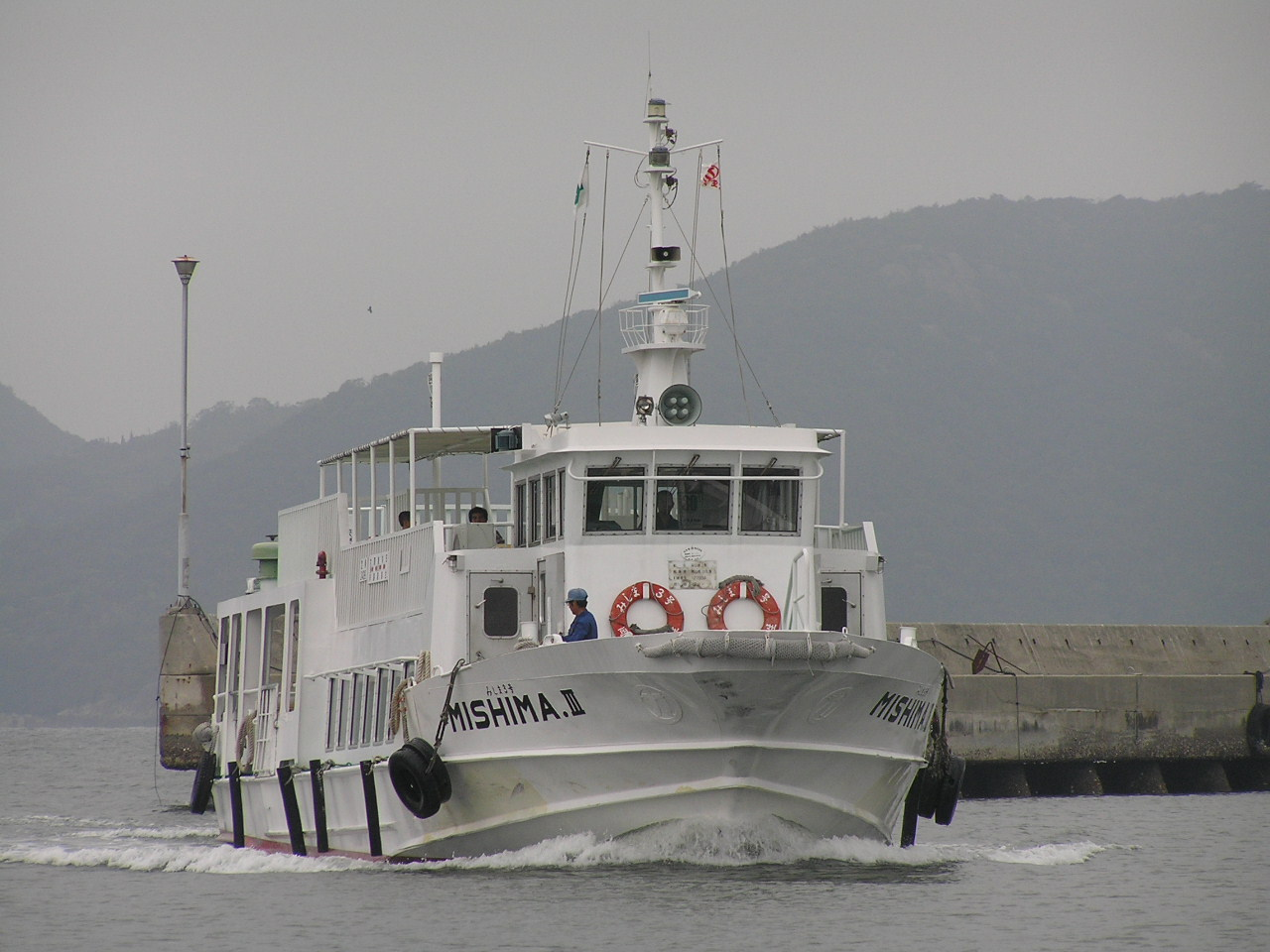
みしま3号
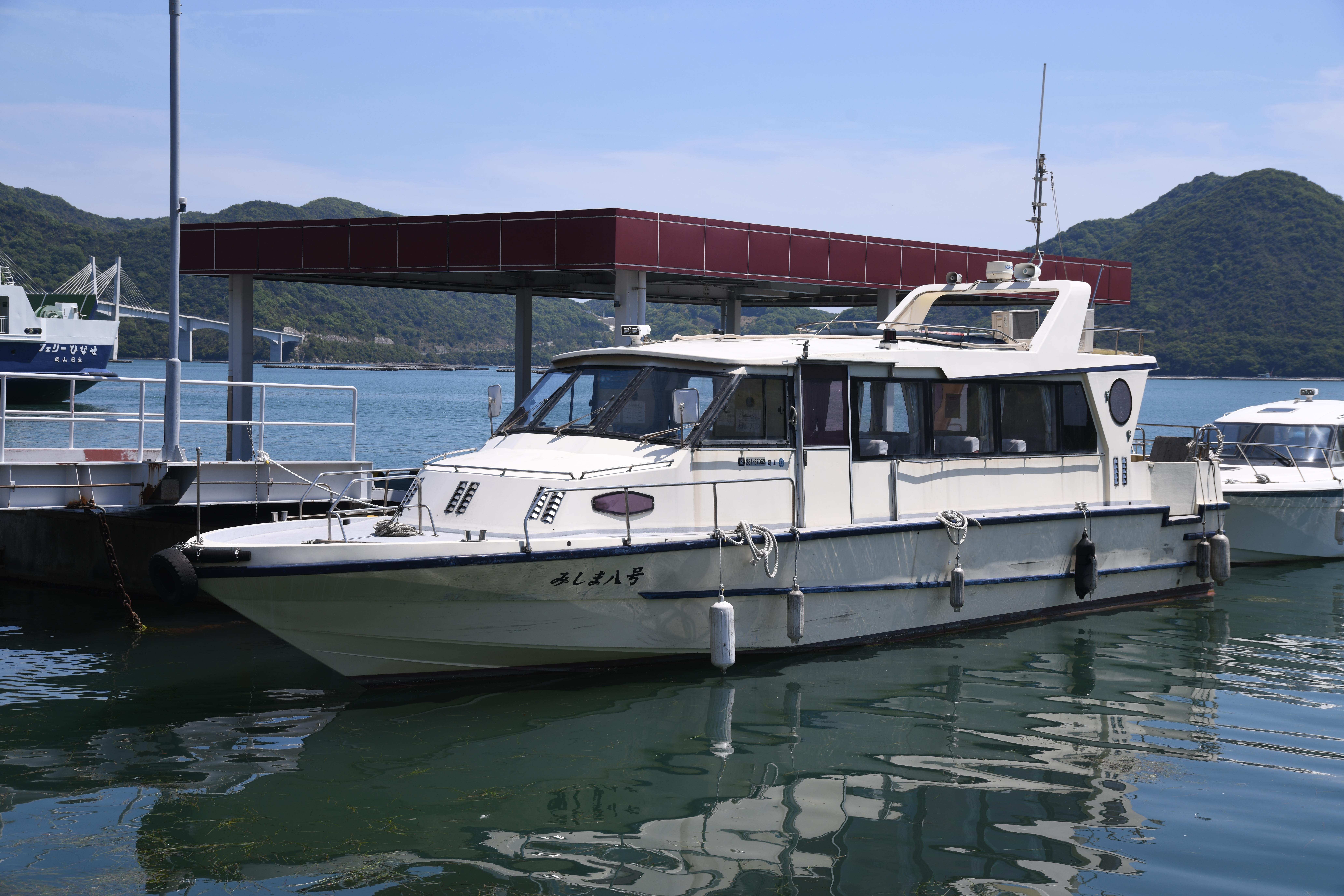
みしま8号
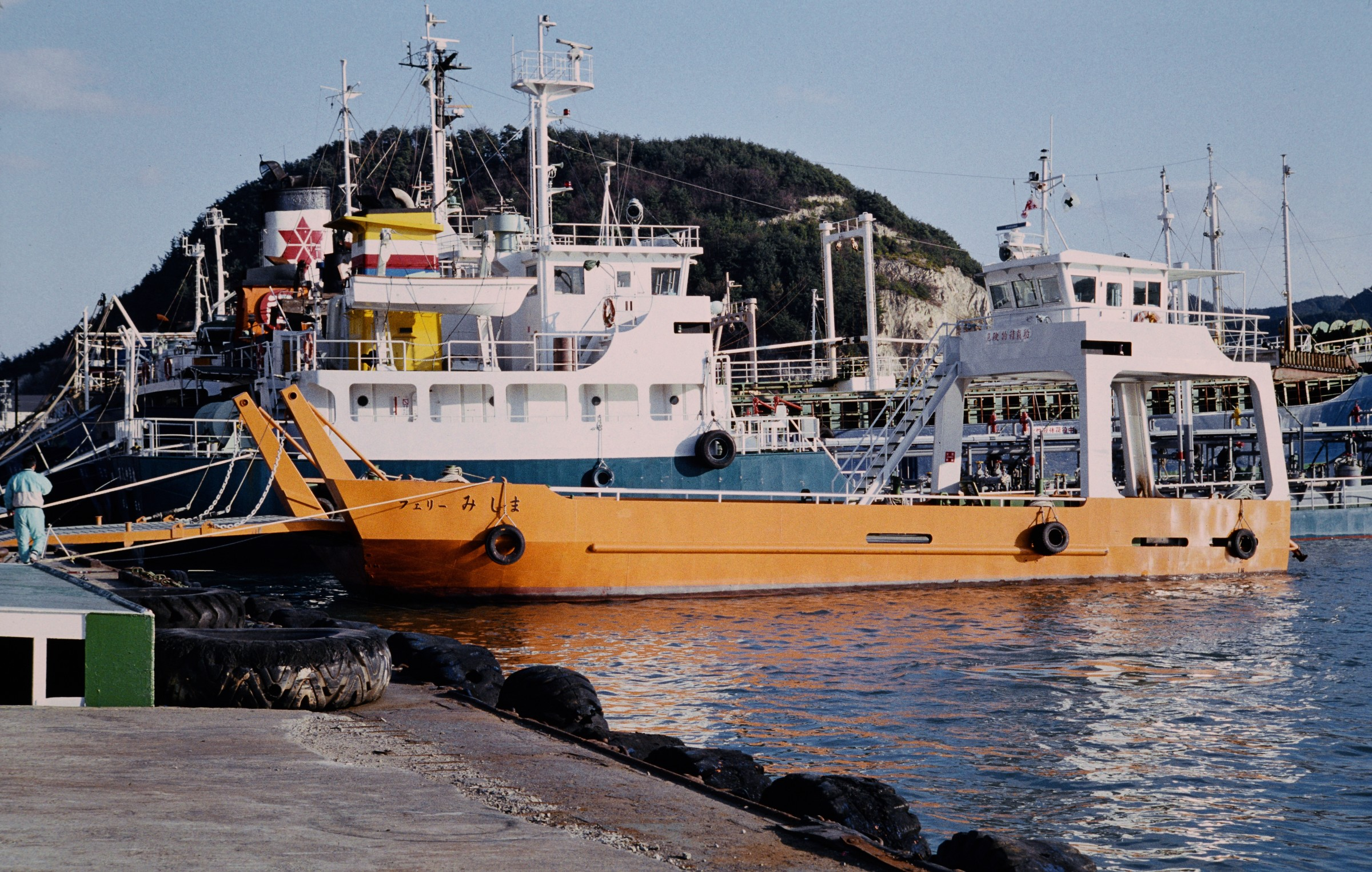
フェリーみしま
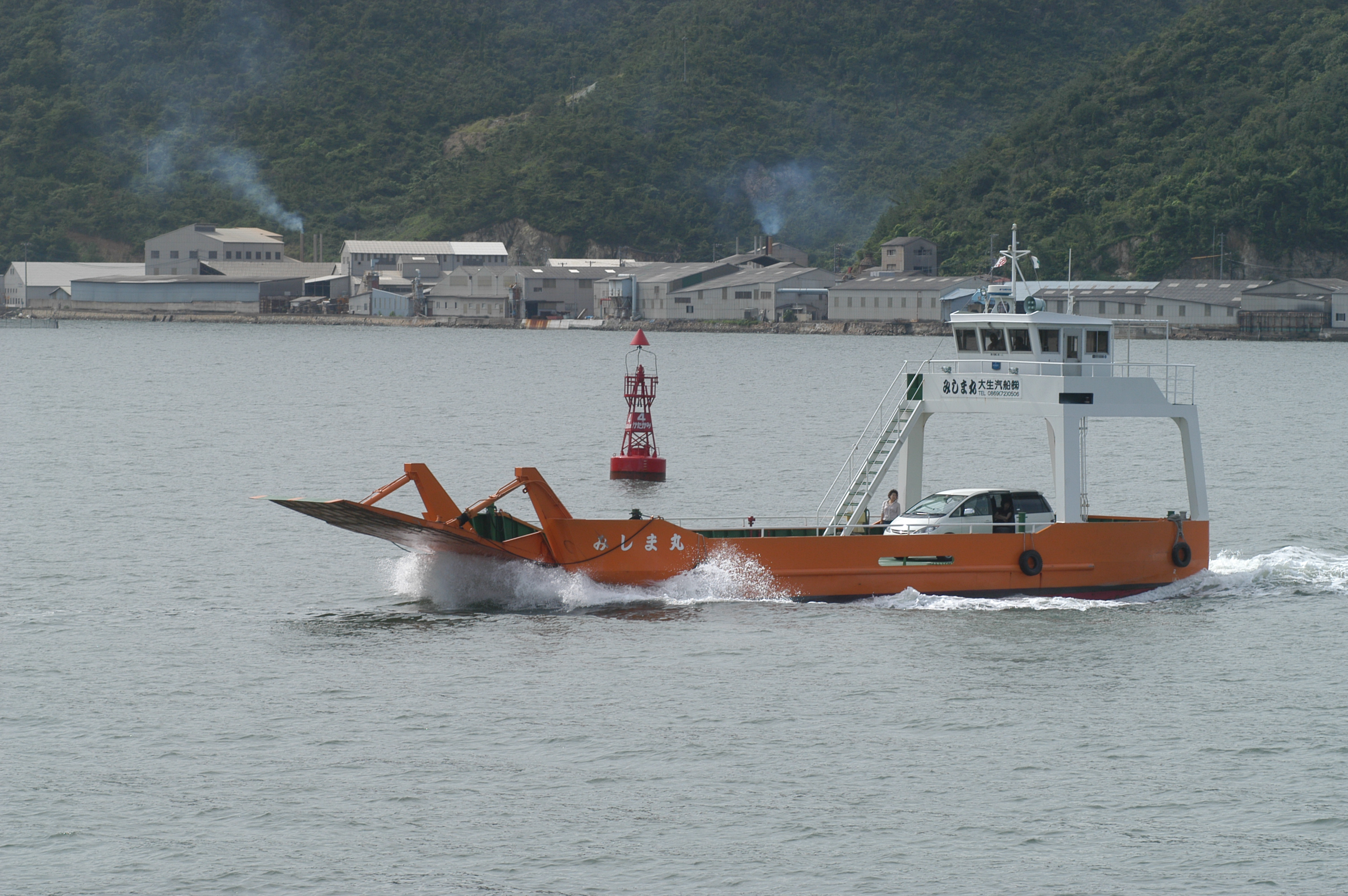
みしま丸

### 過去の船舶
- 達磨丸[6]

1954年11月竣工、安芸造船所建造、39.68総トン、登録長15.00m、幅4.00m、深さ1.40m、焼玉機関、機関出力50ps、航海速力7ノット、旅客定員72名。木造船。

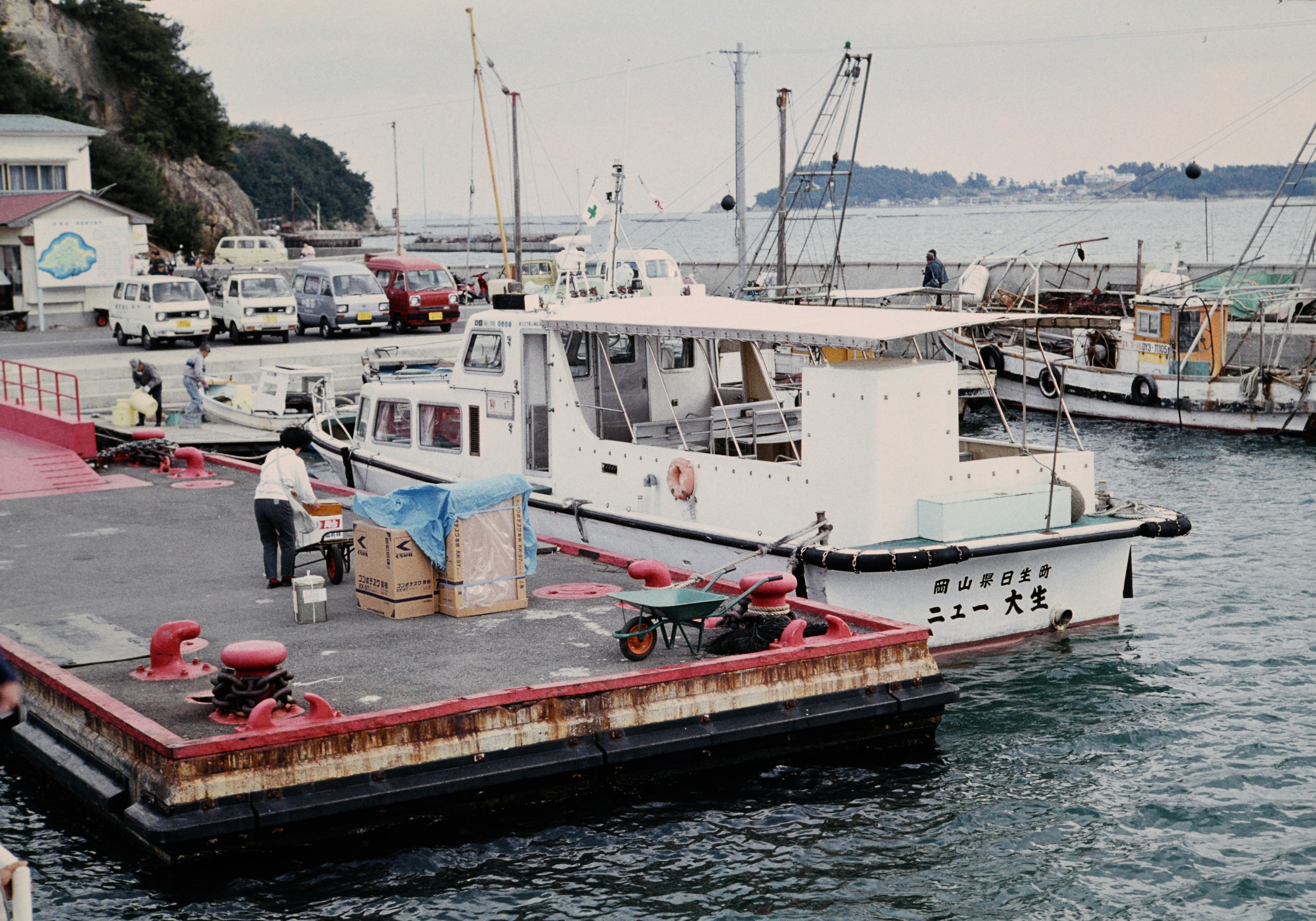
ニュー大生
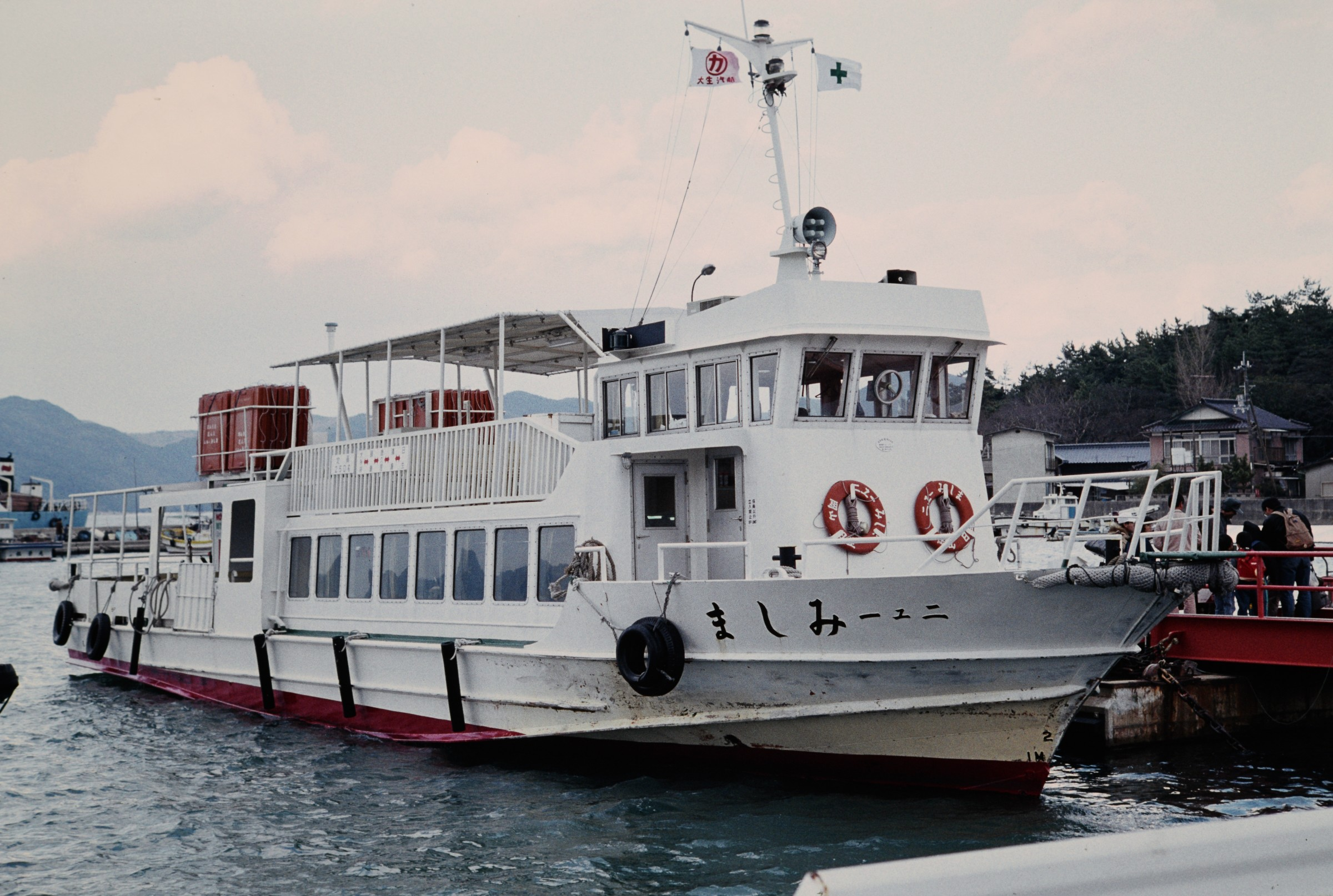
ニューみしま
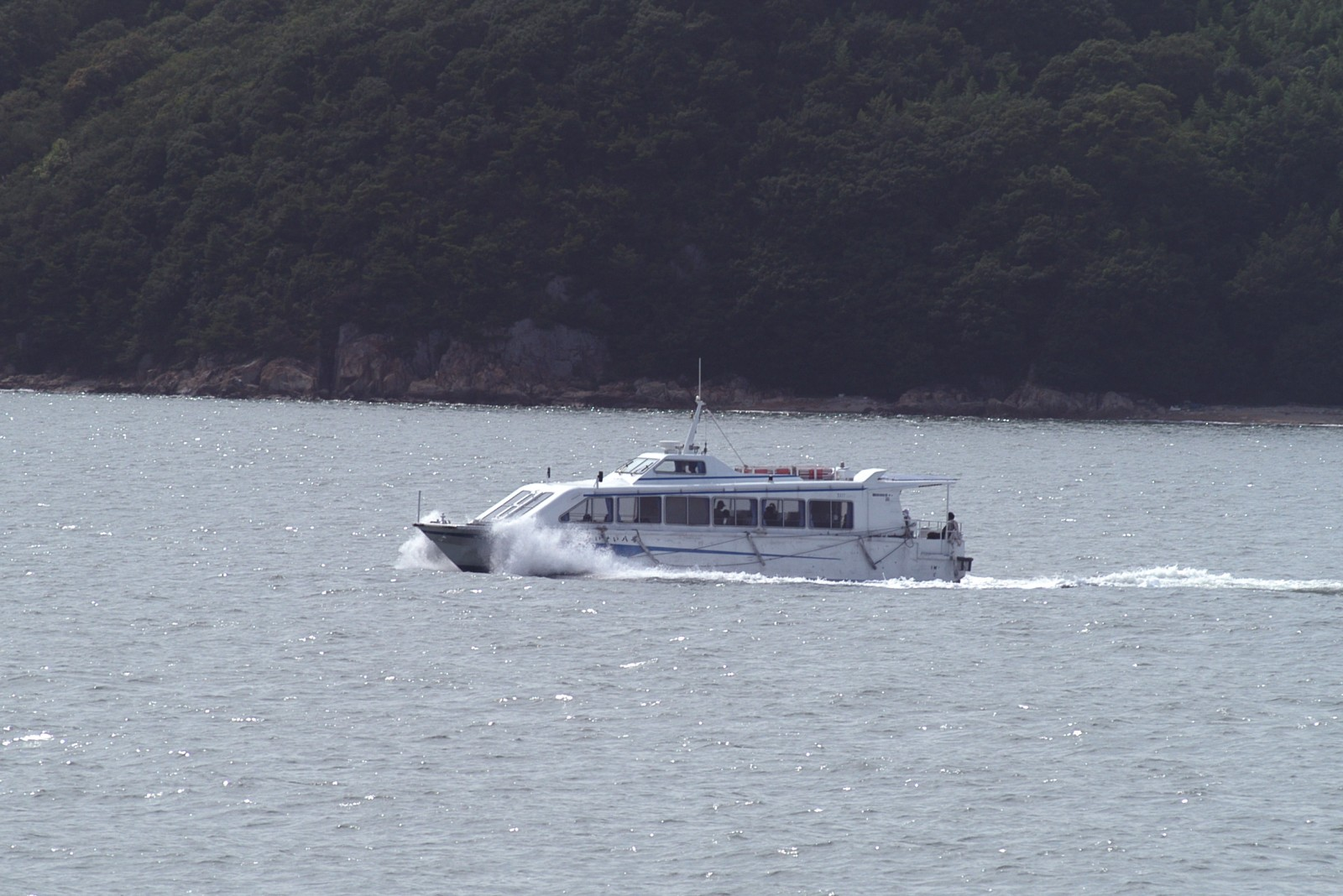
たいせい丸

1960年10月竣工、岡造船鉄工所建造、36.06総トン、登録長15.76m、幅4.1m、深さ1.55m、ディーゼル1基、機関出力60ps、航海速力8ノット、旅客定員72名。鋼船。
- みしま丸 (初代・旅客船)[7]

1964年7月進水、34.93総トン、ディーゼル1基、機関出力60ps、航海速力9ノット、旅客定員80名。木造船。
- みしま2号[4]

1966年2月竣工、佐川造船建造、83.88総トン、登録長21.95m、型幅6.00m、型深さ1.90m。
- むらさき丸[8]

1968年竣工、竹内造船建造。木造船。
41総トン、垂線間長19.3m、型幅4.3m、型深さ1.5m、ディーゼル1基、機関出力150ps、航海速力11ノット、旅客定員94名。
- ニュー大生 (高速船)[9]

1978年竣工、ニュージャパンマリン建造
18.34総トン、登録長13.5m、型幅3.6m、型深さ1.3m、ディーゼル、機関出力230ps、航海速力17ノット、旅客定員60名
- ニューみしま[4]

1983年7月竣工、旭造船建造、41.00総トン、登録長22.01m、型幅5.60m、型深さ2.00m、航海速力10.0ノット、旅客定員247名。売却され観光船「ペルソナ」として東京湾で活躍したが、需要減少により解体された。
- たいせい8号 (高速船)[5]

1994年10月進水、IHIアムテック建造。19.00総トン、航海速力22.0ノット、旅客定員88名。元江能汽船えたじま8号。現在は佐賀県唐津市の唐津汽船に移籍し「かしわじま7号」。
- ニュー大生
- ニューみしま
- たいせい8号